# Циокан, Илья Илларионович
Илья Илларионович Циокан (укр. Ілля Іларіонович Цьокан; 1887, Старолибабы, Австро-Венгрия — 9 октября 1937, Москва) — украинский военный деятель, офицер армии Австро-Венгрии и ЗУНР.

## Биография
Родился в селе Старолибабы (ныне территория Польши). Окончил Золочевскую гимназию и юридический факультет Львовского университета.
Участвовал в Первой мировой войне, служил в легионе Украинских сечевых стрельцов. В 1918 году вступил в Галицкую Армию, участвовал в боях за Львов, командовал 18-й Тарнопольской бригадой во время Чортковской наступательной операции. Позднее служил в Вооружённых сил Юга России в составе Украинской Галицкой Армии, дослужившись до звания подпоручика; был ранен и направлен на лечение в Одессу.
Некоторое время работал преподавателем в Одессе и Киеве, вскоре эмигрировал в Чехословакию. Там состоял в закарпатском отделении общества «Просвита», но вскоре стал объектом преследования чехословацких властей.
Вернувшись в СССР, окончил Институт советской торговли. Проживал в Москве.
19 августа 1937 был арестован по обвинению в контрреволюционной фашистской агитации. 8 октября 1937 приговорён тройкой при УНКВД по Московской области к расстрелу, приговор приведён спустя два дня. Похоронен в Бутово. Некоторые украинские источники ошибочно утверждают, что он был сослан в Семипалатинск, где умер в начале 1940 года.
Реабилитирован в июле 1989 года.
Является автором мемуаров «От Деникина до большевиков», изданных в 1921 году в Вене.